# Grand Bonhomme
Grand Bonhomme' es una montaña en el sur de la isla de San Vicente en las coordenadas geográficas 13°14′N 61°14′O / 13.233, -61.233, forma parte del país caribeño de San Vicente y las Granadinas. Se eleva a una altura de 3.193 pies (958 metros).